# صقر أبولمادو
صقر أبولمادو (الاسم العلمي: Falco femoralis) هو نوع من جنس صقر. متوسط الحجم يعيش في الأمريكتين ويوجد أكثر في أمريكا الجنوبية، ولكن ليس في حوض الأمازون الداخلي العميق.

## الوصف

### الطول والوزن
الصقر الأبلومادو نحيف للغاية وطويل الأجنحة وطويل الذيل، بحجم صقر الشاهين الصغير، بطول 30-40 سم ومتوسط طول جناحيه حوالي 90 سم، ولكن نصف الوزن فقط، 208-305 جرام في الذكور وحوالي 271-460 جرام في الإناث.

### اللون
في الطيور البالغة، تكون الأجزاء العلوية زرقاء رمادية داكنة، كما هو الحال مع معظم الرأس، يستمر الصدر العلوي في بياض الحلق وتوجد بقع سوداء على كل جانب من الصدر السفلي تلتقي في منتصف بطنه،الذيل أسود مع خطوط بيضاء أو رمادية ضيقة. تتلون القشرة والحلقة حول العين والأقدام من اللون الأصفر أو البرتقالي الأصفر.

### الطعام
يتغذى على اللافقاريات الكبيرة والفقاريات الصغيرة، وتشكل الطيور الصغيرة الجزء الأكبر من فرائسه. تخافه الطيور الصغيرة أكثر من معظم الحيوانات المفترسة الأخرى. غالبًا ما يُرى وهو يحلق في الشفق يصطاد الحشرات ويأكلها أثناء الطيران. كما يصطاد في الحقول المحترقة، حيث قد يتجمع العديد من طيور هذا النوع. تزن فرائسها عادةً خُمس إلى نِصف وزن الصقور، ولكن تم تسجيل أن الإناث من هذا النوع (والتي بسبب حجمها يمكنها التعامل مع فرائس أكبر حجمًا) تأكل طيورًا أكبر من حجمها، مثل طائر أبو قردان أو طائر الشاشالاكا العادي، في مناسبات نادرة.

## الموطن
يعيش صقر الأبلومادو في المراعي الجافة والسافانا والمستنقعات، وفي البرازيل، ويتراوح انتشاره من شمال المكسيك وترينيداد محليًا إلى جنوب أمريكا الجنوبية، ولكن تم القضاء عليه من العديد من الأماكن في نطاقه، بما في ذلك شمال ووسط المكسيك بالكامل باستثناء منطقة صغيرة من شيواوا. ومع ذلك، فهو منتشر على نطاق واسع على مستوى العالم.